# Phymateus
Phymateus is een geslacht van rechtvleugeligen uit de familie Pyrgomorphidae. De wetenschappelijke naam is gepubliceerd in 1815 door Thunberg.

## Soorten
Het geslacht omvat de volgende soorten:
- Phymateus baccatus Stål, 1876
- Phymateus leprosus Fabricius, 1793
- Phymateus aegrotus Gerstaecker, 1869
- Phymateus bolivari Kirby, 1910
- Phymateus cinctus Fabricius, 1793
- Phymateus iris Bolívar, 1882
- Phymateus karschi Bolívar, 1904
- Phymateus madagassus Karsch, 1888
- Phymateus morbillosus Linnaeus, 1758
- Phymateus pulcherrimus Bolívar, 1904
- Phymateus saxosus Coquerel, 1861
- Phymateus viridipes Stål, 1873